# Paul-Antonin d'Hugues
Paul-Antonin d'Hugues, né le 12 septembre 1859 à Gap (Hautes-Alpes) et mort le 1er janvier 1918 à Gap, est un homme politique français.

## Biographie
Propriétaire terrien, président du syndicat agricole de l'arrondissement de Sisteron, il est député des Basses-Alpes de 1893 à 1898, siégeant sur les bancs conservateurs. Il se signale par son antisémitisme. En 1896, il a ainsi accepté de faire partie d'une commission chargée de départager les candidats à un concours organisé par La Libre Parole d'Édouard Drumont « sur les moyens pratiques d'arriver à l'anéantissement de la puissance juive en France ».
En 1897, il fonde le Parti agraire national, une formation politique agrarienne et antisémite.

## Sources
- « Paul-Antonin d'Hugues », dans le Dictionnaire des parlementaires français (1889-1940), sous la direction de Jean Jolly, PUF, 1960 [détail de l’édition]